# Eurhynchium tenuivagum
Eurhynchium tenuivagum là một loài Rêu trong họ Brachytheciaceae. Loài này được (Broth.) W.R. Buck mô tả khoa học đầu tiên năm 1993.